# المنضج
المنضج أو المصلولة منطقة جغرافية تاريخية، اشتهرت بوقوعها على طريق الحج اليمني بين صنعاء ومكة المكرمة.

## الموقع
موقع المنضج هو منطقة جبلية وعرة التضاريس إلى حٍّد ما٬ تتخللها أودية كبيرة وسحيقة٬ ويقع إلى الشمال الغربي من مدينة ظهران الجنوب بمسافة تصل إلى نحو 12 كم.

## مسار الحج اليمني
أشار عدد من الجغرافيين المسلمين المبكرين إلى وقوع المنضج أو المصلولة كما تُعرف محليًا على مسار طريق الحج اليمني. وتاريخيًا شهد الموقع ذاته بعض المواجهات العسكرية التي حدثت بين الوالي العباسي في اليمن معن بن زائدة (142 - 151 هـ / 769 - 760م) وعمر بن زيد الغالبي٬ ومقتل الأخير في هذه المواجهة٬ مما أثار الزعيم الخولاني في مدينة صعدة محمد بن أبان لمواجهة الوالي عسكريًا.
ً
يخترق هذه المنطقة الجبلية مسار طريق الحج اليمني الأعلى٬ إذ يمتد من خلالها لمسافة تصل إلى نحو 2 كم٬ ويتضمن هذا المسار أجزاءً صمم بشكل تعرجات٬ ويوجد على ضفتي الطريق عدد من أبراج المراقبة دائرية الشكل٬ كما تتشح بعض واجهات الصخور المطلة على مسار الطريق ببعض الكتابات العربية مرصوفة ومكتفة الجانبين، وقد عمل الطريق بصورة فنية دقيقة٬ ومن أهم النقوش الموجودة في الموقع نقشان غير مؤرخين يعودان إلى الأميرين محمد بن يعفر وابنه إبراهيم٬ وهما من حكام الدولة اليعفرية.

## وصلات خارجية
- صور نقشان غير مؤرخان للأميرين محمد بن يعفر وابنه إبراهيم